# Serra da Mantiqueira
Serra da Mantiqueira – pasmo górskie we wschodniej Brazylii, w południowo-wschodniej części Wyżyny Brazylijskiej. Rozciąga się na długości ok. 550 km i opada stromo ku południowemu wschodowi, ku dolinie rzeki Rio Paraíba do Sul. Zbocza zachodnie są łagodne. Najwyższy szczyt, Agulhas Negras, osiąga 2787 m n.p.m. Zbudowane ze skał krystalicznych i metamorficznych. Góry porośnięte lasami z wyjątkiem szczytów powyżej granicy drzew. Obszar pozyskiwania węgla drzewnego i wypasu bydła.